# コンテ

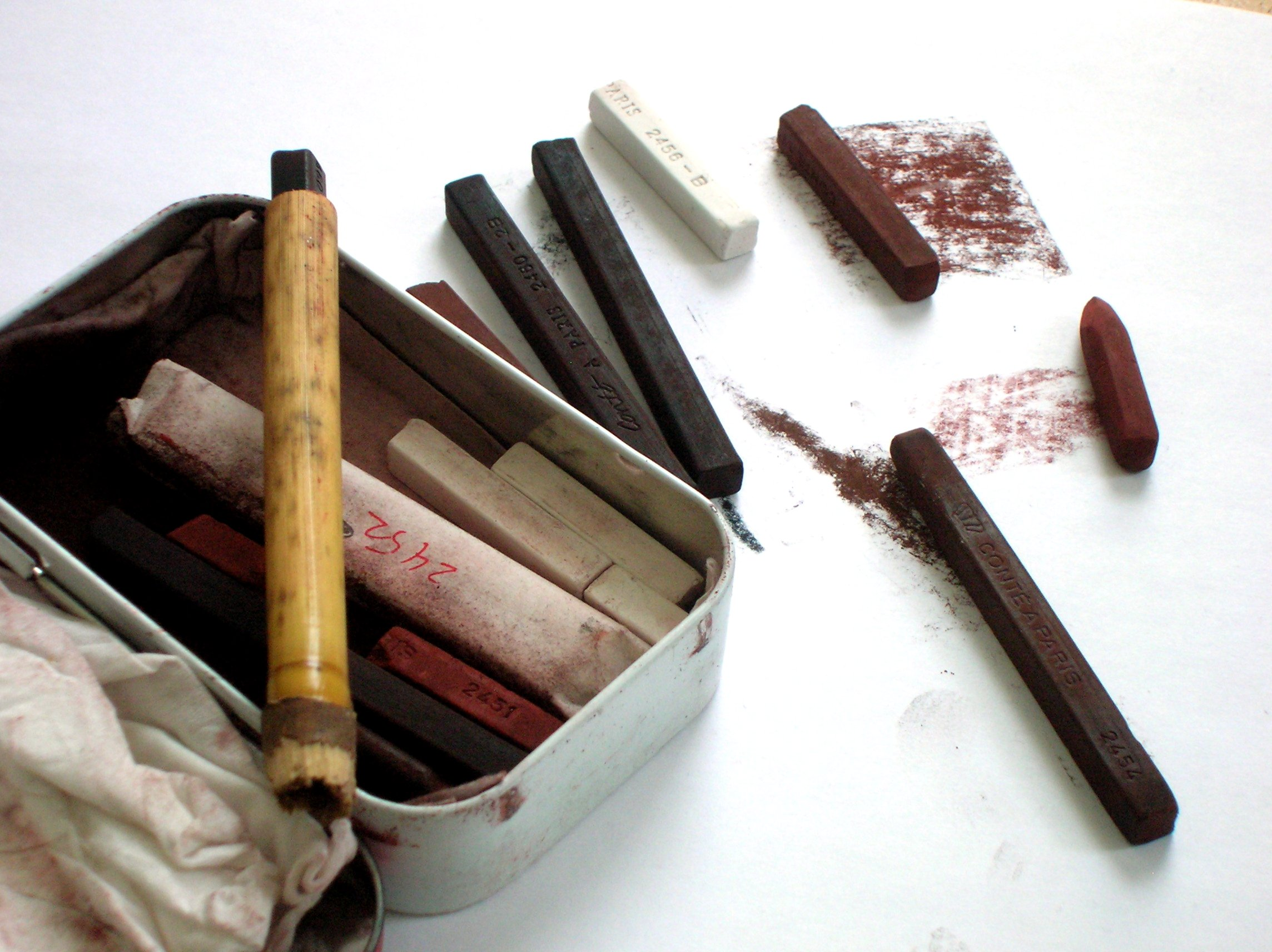
コンテ

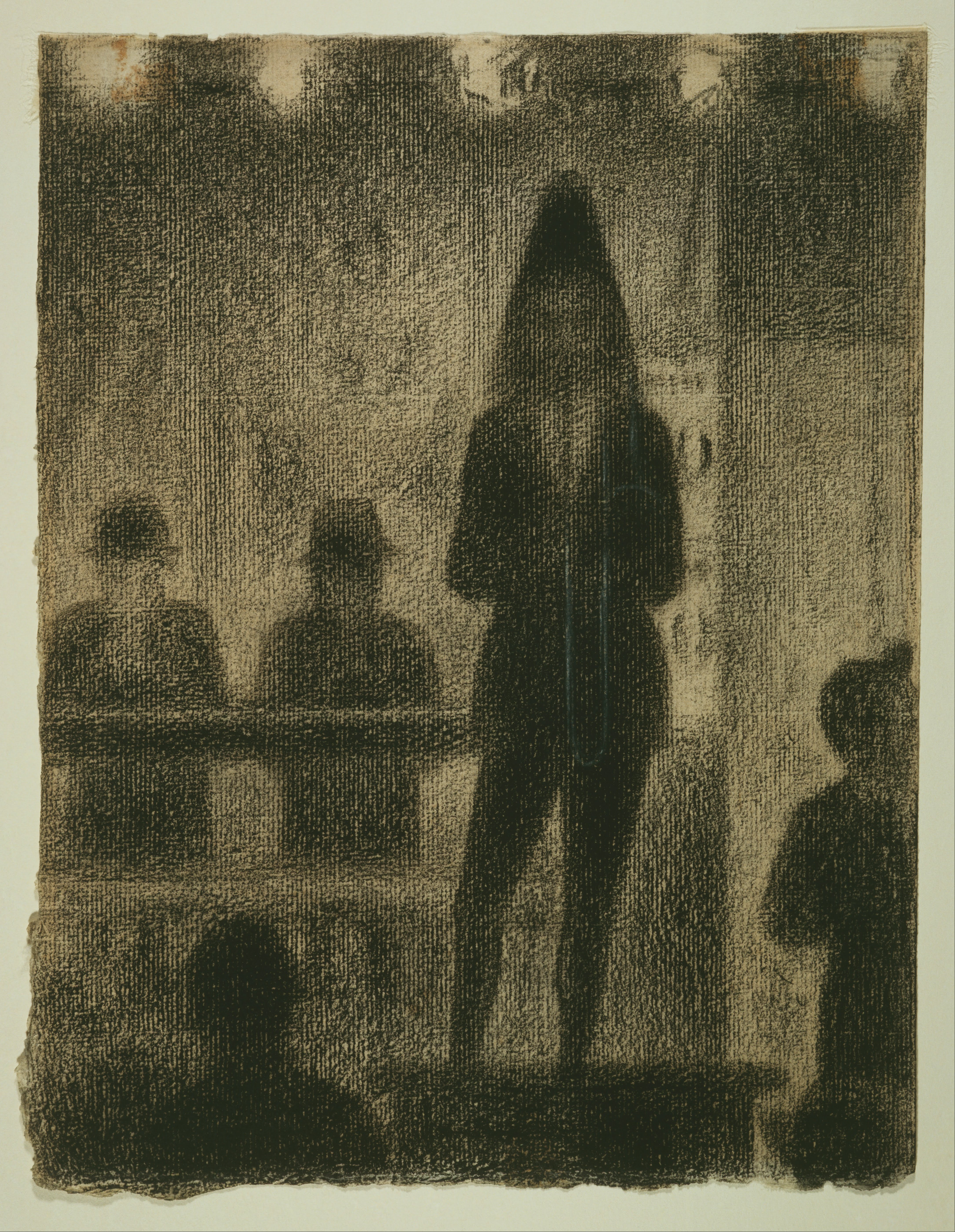
ジョルジュ・スーラのコンテ画

コンテ（フランス語: Conté）とは、顔料に粘土や蝋などのバインダーを混ぜた材料を、押し固めたり焼き固めて作られる、角形で棒状の画材である。人工チョークの一種
元は発明者コンテの製品をいう。これとよく似たハードパステル類はコンテパステルとも呼ばれる。
コンテは、1795年に画家であり化学者でもあったニコラ＝ジャック・コンテにより発明された。当時、ナポレオン戦争でフランスはイギリスに海上封鎖を受けており、輸入が止まって鉛筆用のグラファイトが不足したため、それを有効利用できる方法として粘土とグラファイトの組み合わせを編み出した。
コンテも始めは鉛筆同様のグラファイト製のものであったが、やがて白、黒、赤褐色（サンギーヌ）、茶色、灰色のほか、その他様々な色相のものが作られるようになり、良品産出が稀になった伝統的な天然チョークに代わり使われるようになった。現在では自然顔料（酸化鉄、カーボンブラック、二酸化チタン）、粘土（カオリナイト）、結合剤（セルロースエーテル）などから製造される。
コンテは素描やスケッチ、クロッキーに用いられ、顔料が乗りやすい粗目の紙に使われることが多い。中間色となる着色紙に、黒、サンギーヌ、白の3色で描く技法も天然チョークの時代から使われ、トロワ・クレヨンという。準備を施したキャンバスに、下描きとして使われることもある。柔らかいパステルで要求される大胆で絵画的な描法とは対比的に、コンテの正方形の硬い断面はハッチを入れた精細な制作に適している。